# Гонсалес, Хуан (шахматист)
Хуан Карлос Гонсалес де Вега (исп. Juan Carlos González de Vega, 15 июля 1917 — после 1991, Майами) — кубинский и американский шахматист, мастер. Врач-хирург по профессии.
Четырехкратный чемпион Кубы (1942, 1943, 1951 и 1952 гг.).
В составе сборной Кубы участник шахматной олимпиады 1952 г.
Также участвовал в открытом чемпионате США и международных турнирах в Гаване (1952 и 1962 гг.).
В 1946 г. сенсационно выиграл чемпионат США по блицу (10 секунд на ход).
Постоянно жил в США. Работал в Вестсайдском госпитале на Манхэттене. В середине 1960-х гг. официально стал гражданином США и прекратил выступления под кубинским флагом.
В начале 1990-х участвовал в блиц-турнирах в шахматном клубе «Little Havanna Miami».

## Спортивные результаты
| Год  | Город     | Соревнование                          | + | −  | = | Результат | Место |
| ---- | --------- | ------------------------------------- | - | -- | - | --------- | ----- |
| 1942 |           | Чемпионат Кубы                        |   |    |   |           | 1     |
| 1943 |           | Чемпионат Кубы                        |   |    |   |           | 1     |
| 1951 |           | Чемпионат Кубы                        |   |    |   |           | 1     |
|      | Форт-Уэрт | Открытый чемпионат США                |   |    |   | 8 из 12   | 9—13  |
| 1952 | Гавана    | Чемпионат Кубы                        |   |    |   |           | 1     |
|      | Гавана    | Международный турнир                  | 7 | 4  | 9 | 11½ из 20 | 7     |
|      | Хельсинки | X Олимпиада (сборная Кубы, 3-я доска) | 6 | 3  | 7 | 9½ из 16  |       |
| 1962 | Гавана    | Мемориал Х. Р. Капабланки             | 6 | 11 | 4 | 8 из 21   | 15—16 |